# 司箭院興仙
司箭院 興仙（しせんいん こうせん）は、戦国時代の武将・山伏・僧。本名は宍戸家俊といい、安芸宍戸氏の一族。毛利氏の一門衆の宍戸隆家の大叔父にあたる。

## 生涯
その生涯は不明な点が多いが、宍戸元家の子として誕生。兄・深瀬隆兼の養子となり、祝屋城と深瀬城を預かったが、家俊は山伏に身をやつして修行に明け暮れ、一時期備中国にも居住している。修行の末に由利正俊より源義経以来の家伝の法を伝えられ、愛宕の神を信仰して飛行自由を得、その技は神業とされるほどであった。
明応3年（1494年）、京都に上った後に鞍馬寺で「天狗の法」を行う興仙の噂を聞きつけた唐橋という人物が、正体を確かめようと東福寺の僧侶を引きつれ鞍馬寺へ参ると、先に細川政元が興仙の宿所に来ていた。夜も更けた頃、興仙・政元・唐橋らが酒を飲んで語るうち、興仙は「法の奥義は、言葉では表せない」と短冊に「張良化現大天魔源義経神」と書いて見せたので、僧侶らは怖がって逃げた、という話が、公家の日記に残っている。そして細川京兆家の細川政元に仕えたとされる。政元が修験道に凝っていたことは有名で、司箭院興仙もその才をもって迎えられた。
『後慈眼院殿御記』には上洛した興仙が政元に兵法を指導した件が記述されている。『和長卿記』の明応9年（1500年）に京都で大火が起き、細川政元の第一の家臣の家も焼けたという記載があり、その中に興仙の名前が挙がっている。永正4年（1507年）にも三条西実隆が『実隆公記』において、山城国内の三条西家の所領について、興仙を通じて細川政元に訴訟の円滑化を働きかけている。この件からも興仙は政元の側近として大きな権力を持っていたことがうかがえる。
権力の座にあった細川政元が、細川澄之派に籠絡された側近の香西元長・薬師寺長忠、竹田孫七によって、湯殿で行水をしていたところを襲われて殺された（永正の錯乱）。その後、興仙は出家した模様で、永正6年（1509年）の『実隆日記』で興仙は僧正になっている事も記載されている。元亀元年（1570年）4月4日、興仙は安芸祝屋から空中に飛行し、京都愛宕山を住処としたという。
後に興仙はその秘術を河野大蔵通昭に伝えたとされる。兵法・妖術にその才を発揮しただけでなく、剣術や槍術、薙刀にも秀で、剣術は貫心流、薙刀は司箭流と呼ばれ、その武術は河野大蔵通昭に伝えられ、後に広島藩に仕えた築山通護（河野から改姓）がその剣術を伝え、広島藩の剣術の主流となった。
安芸宍戸氏の拠点であった五龍城には現在も司箭院興仙を祀る司箭神社が残っている。
その没年は不詳だが、永禄13年/元亀元年（1570年）に愛宕山に入った頃は100歳を超え、その肉体は若々しかったといわれている。父・元家（1432～1509年）の生年と、兄・深瀬隆兼の養子となった件から、兄と興仙は年齢が15歳程度は違った兄弟で、細川政元と同年代かやや年下だと推測される。一説には文明18年（1486年）生まれとされるが、父の年齢と、細川政元に仕えた年齢が僅か9歳という事から否定されている。